# Vanessa Ezenwa
Vanessa Olivia Ezenwa é uma ecologista americana professora da Odum School of Ecology da Universidade da Geórgia. A sua pesquisa considera a ecologia das doenças infecciosas entre as populações animais. Em 2020, ela foi seleccionada pela The Community of Scholars como uma das cientistas negras mais inspiradoras dos Estados Unidos.

## Pesquisa e carreira
Em 2005, Ezenwa ingressou no corpo docente da Universidade de Montana; mais tarde ela mudou-se para a Universidade da Geórgia em 2010. A sua pesquisa considera as doenças infecciosas em populações de animais, com um foco particular na identificação de estratégias de intervenção eficazes. Ela estudou como as infecções por vermes gastrointestinais afectam a susceptibilidade do búfalo-africano de contrair tuberculose bovina e como as suas doenças são graves depois de infectadas. Ela concentrou os seus estudos nos búfalos selvagens do Parque Nacional Kruger, mas os búfalos são um importante reservatório de infecções de tuberculose bovina na África do Sul. A prevalência da doença em África pode impactar outros animais selvagens. Ezenwa demonstrou que era possível tratar os vermes, diminuindo a gravidade da tuberculose e aumentando a probabilidade de sobrevivência dos animais infectados. Infelizmente, como os animais infectados sobrevivem melhor, eles têm maior probabilidade de espalhar a doença. Ezenwa investigou as abordagens não farmacêuticas para o tratamento de doenças infecciosas entre animais, como programas de teste e abate. Além do búfalo africano, Ezenwa estudou a gazela-de-Grant e os acomys. Ezenwa também investigou a influência das mudanças climáticas e do clima nas doenças infecciosas do gado.
Ezenwa actua no conselho consultivo editorial da Science. Em 2020, Ezenwa foi seleccionada pela The Community of Scholars como uma das cientistas negras mais inspiradoras dos Estados Unidos.

## Publicações seleccionadas
- Luke R Thompson; Jon G Sanders; Daniel McDonald;  et al. (1 de novembro de 2017), «A communal catalogue reveals Earth's multiscale microbial diversity», Nature, ISSN 1476-4687 (em inglês), 551 (7681): 457-463, PMC 6192678, PMID 29088705, doi:10.1038/NATURE24621, Wikidata Q46349678
- Sonia Altizer; Charles L. Nunn; Peter H. Thrall;  et al. (novembro de 2003), «Social Organization and Parasite Risk in Mammals: Integrating Theory and Empirical Studies», Annual Review of Ecology, Evolution, and Systematics, ISSN 1545-2069 (em inglês), 34 (1): 517-547, doi:10.1146/ANNUREV.ECOLSYS.34.030102.151725, Wikidata Q58066972
- Vanessa O Ezenwa; Nicole M Gerardo; David W Inouye; Mónica Medina; Joao B Xavier (1 de outubro de 2012), «Microbiology. Animal behavior and the microbiome», Science, ISSN 0036-8075 (em inglês), 338 (6104): 198-199, PMID 23066064, doi:10.1126/SCIENCE.1227412, Wikidata Q43557660